# دختران (فیلم ۱۳۸۸)
دختران به کارگردانی  و تهیه‌کنندگی قاسم جعفری، جلال شمسیان، صدیقه صحت در سال ۱۳۸۸ ساخته شد. فیلم دختران با بیلبوردهای فراوان تبلیغاتی در تهران سه ماه پس از تدوین در سینماهای کشور اکران عمومی شد و در سال ۱۳۹۱ مجوز اکران ویدئویی آن صادر گردید.

## خلاصه داستان
داستان سرگشتگی و روزمرگی سه دختر نوجوان و در آستانه بلوغ به نام‌های یاسی، مانلی و شوکا را تصویر می‌کند